# Srednja vas-Loški potok
Srednja vas - Loški potok este o localitate din comuna Loški potok, Slovenia, cu o populație de 65 de locuitori.